# Say You'll Be There
Say You'll Be There is een nummer van de Britse meidengroep Spice Girls uit 1996. Het is de tweede single van hun debuutalbum Spice.
Net als voorganger Wannabe, werd ook "Say You'll Be There" een enorme wereldhit. Het werd voor de Spice Girls de tweede nummer 1-hit in het Verenigd Koninkrijk. In de Nederlandse Top 40 bereikte het de 6e positie, en in de Vlaamse Ultratop 50 de 8e.